# Estadi Olímpic d'Amsterdam
L'Estadi Olímpic d'Amsterdam (en neerlandès: Olympisch Stadion Amsterdam) és un estadi olímpic situat a la ciutat d'Amsterdam, construït l'any 1928 amb motiu de la realització dels Jocs Olímpics d'Estiu de 1928 celebrats en aquella ciutat.

## Història

### Jocs Olímpics

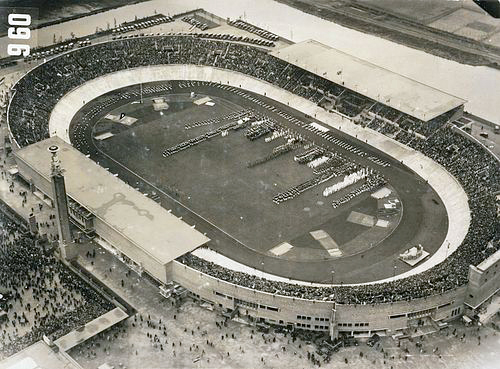
Estadi Olímpic d'Àmsterdam el 1928.

L'estadi fou dissenyat per l'arquitecte Jan Wils per a la celebració dels Jocs Olímpics de 1928, disseny que fou guardonat amb una medalla d'or en la competició d'Art dels Jocs Olímpics d'aquell any. Una vegada completat, l'estadi tenia una capacitat de fins a 34.000 espectadors, si bé després de la construcció de l'Estadi De Kuip a la ciutat de Rotterdam les autoritats del país van augmentar la seva capacitat fins als 64.000 seients.

### Després dels Jocs
Després dels Jocs Olímpics l'estadi va ser usat per a albergar variats esdeveniments esportius, destacant competicions d'atletisme, hoquei sobre herba i ciclisme. Així mateix el 1954 l'Estadi Olímpic marcà l'inici del Tour de França 1954.
El futbol ha estat un dels esports del qual més ús ha fet l'estadi, i hi tenen la seva seu permanent els clubs Blauw Wit FC, BVC Amsterdam, posteriorment fusionats en el FC Amsterdam. Així mateix fou seu de l'AFC Ajax fins a l'any 1996, moment en el qual es traslladà a la seva nova seu, l'Amsterdam ArenA.

### Actualitat
Després de la marxa de l'equip de futbol l'Estadi patí una reconstrucció total entre 1966 i 2000, en la qual s'ensorrà la segona graderia i adoptà la configuració actual, destinat exclusivament a competicions atlètiques.